# Neoperla mainensis
Neoperla mainensis är en bäcksländeart som beskrevs av Banks 1948. Neoperla mainensis ingår i släktet Neoperla och familjen jättebäcksländor. Inga underarter finns listade i Catalogue of Life.